# Altes Lager (Menzlin)

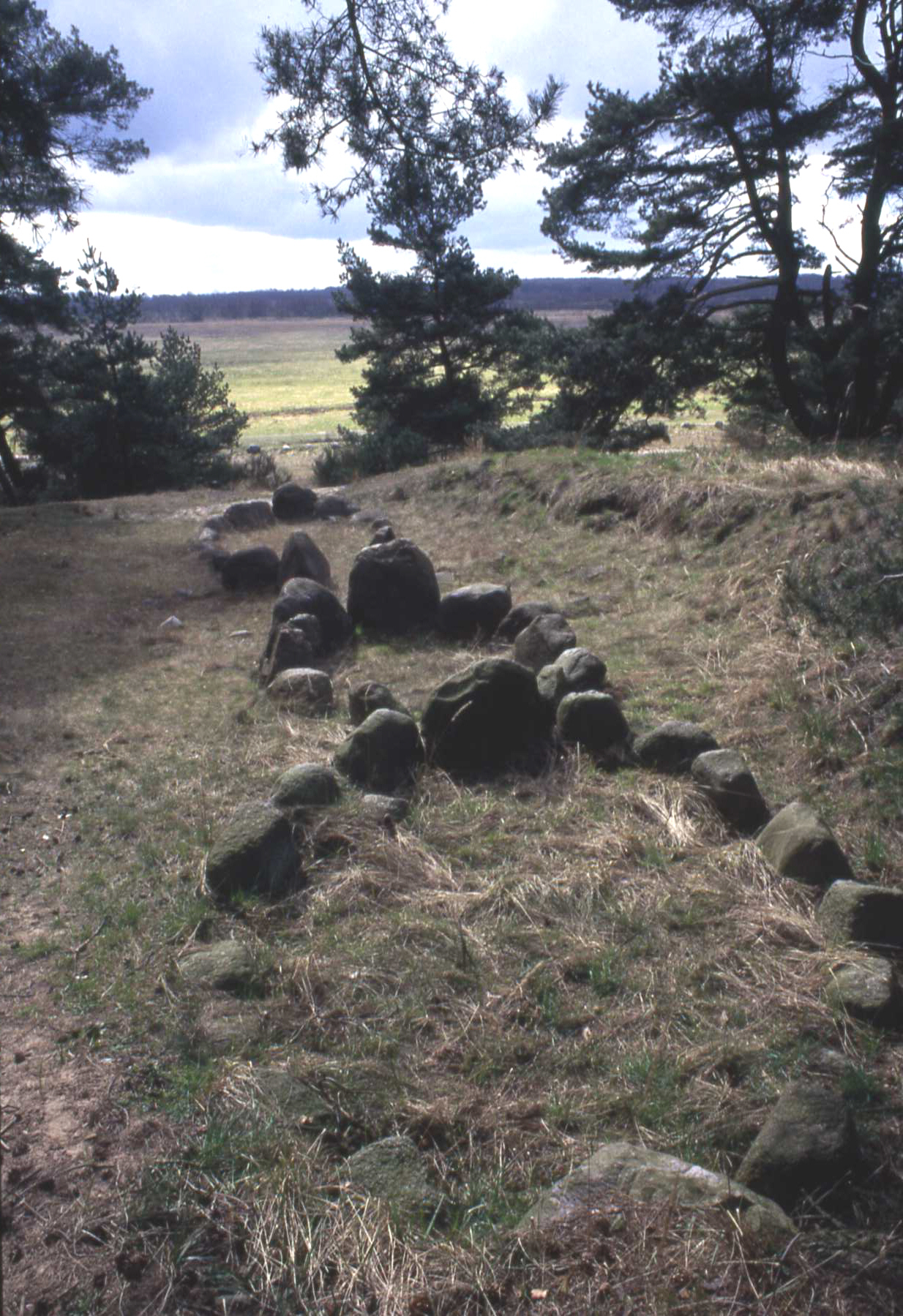
Schiffssetzungen 1, 2 und 4 im Alten Lager

Das Flächennaturdenkmal Altes Lager befindet sich etwa 1,5 km südlich des Ortes Menzlin in Mecklenburg-Vorpommern. Wie Funde zeigen, befand sich dort im Frühmittelalter – im Siedlungsgebiet der slawischen Lutizen – ein wikingerzeitlicher Handelsplatz, dessen ursprünglicher Name unbekannt ist. Es handelte sich um eine gemeinsame Ansiedlung von lutizischen Tollensern und Wikingern.

## Anlage

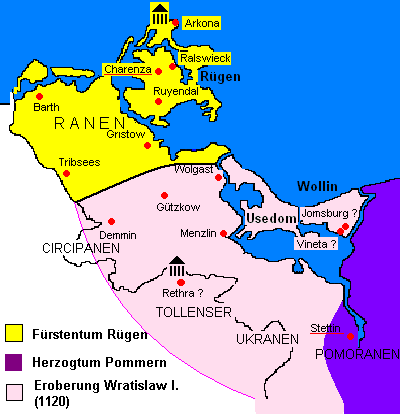
Vorpommern in der Slawenzeit

Auf einer Sandkuppe nahe dem Peeneufer lag im 9. Jahrhundert eine etwa 18 ha große Siedlung. Bei den Ausgrabungen zwischen 1965 und 1969 wurden die Reste einer hölzernen Brücke gefunden und ein Brandgräberfeld ausgegraben. In den Gräbern wurden skandinavische Grabbeigaben sowie Importe, unter anderem aus Irland und dem Baltikum gefunden. Die Bestattung in acht schiffsförmigen Steinsetzungen, 12 Steinkreisen, 33 Brandgräbern und einer Ustrine (Verbrennungsplatz) entspricht zeitgenössischen skandinavischen Sitten. Nach den Beigaben zu urteilen handelt es sich um Frauengräber. Die Männergräber sind entweder uncharakteristisch ausgestattet oder wurden noch nicht entdeckt.
Dendrochronologisch stammen die meisten Menzliner Funde aus dem frühen und mittleren 9. Jahrhundert. Die Siedlung gehört zu den Handelsplätzen des 9. und 10. Jahrhunderts im Ostseeraum, wie sie unter anderen in Birka (Schweden), Kaupang (Norwegen), Haithabu, Wollin und Truso bestanden. Die Lage ermöglichte den Handel mit Skandinavien und dem slawischen Hinterland. Es wurden eine Vielzahl von Perlen aus Amethyst, Bergkristall, Glas, Karneol und Schiefer, also lokal nicht vorkommenden Materialien gefunden.
Adam von Bremen berichtet in seiner um 1075 verfassten Hamburgischen Kirchenchronik von einem „Landweg von der Elbmündung nach Wollin oder Stettin“. Für die Reise auf dieser Via Regia, die Menzlin berührt haben muss, benötigte man im 11. Jahrhundert sieben Tage.

## Name
Der alte Name des Platzes ist unbekannt, was zu Spekulationen Anlass gibt. So ist die Gleichsetzung mit dem sagenhaften Vineta oder der Jomsburg auch hier im Gespräch. Ob Jomsborg allerdings identisch ist mit Arkona, Ralswiek, Menzlin, Wollin oder einer anderen, noch unbekannten Siedlung, wurde bisher nicht geklärt.
Die Bezeichnung „Altes Lager“ ist der Flurname des Gräberfeldes und geht wahrscheinlich auf die Zeit zurück, als der Große Kurfürst 1676 während der Belagerung Anklams in der Nähe Menzlins sein Heerlager hatte. Der Platz der frühmittelalterlichen Siedlung trägt den Flurnamen „Peeneberg“.

## Schiffssetzungen

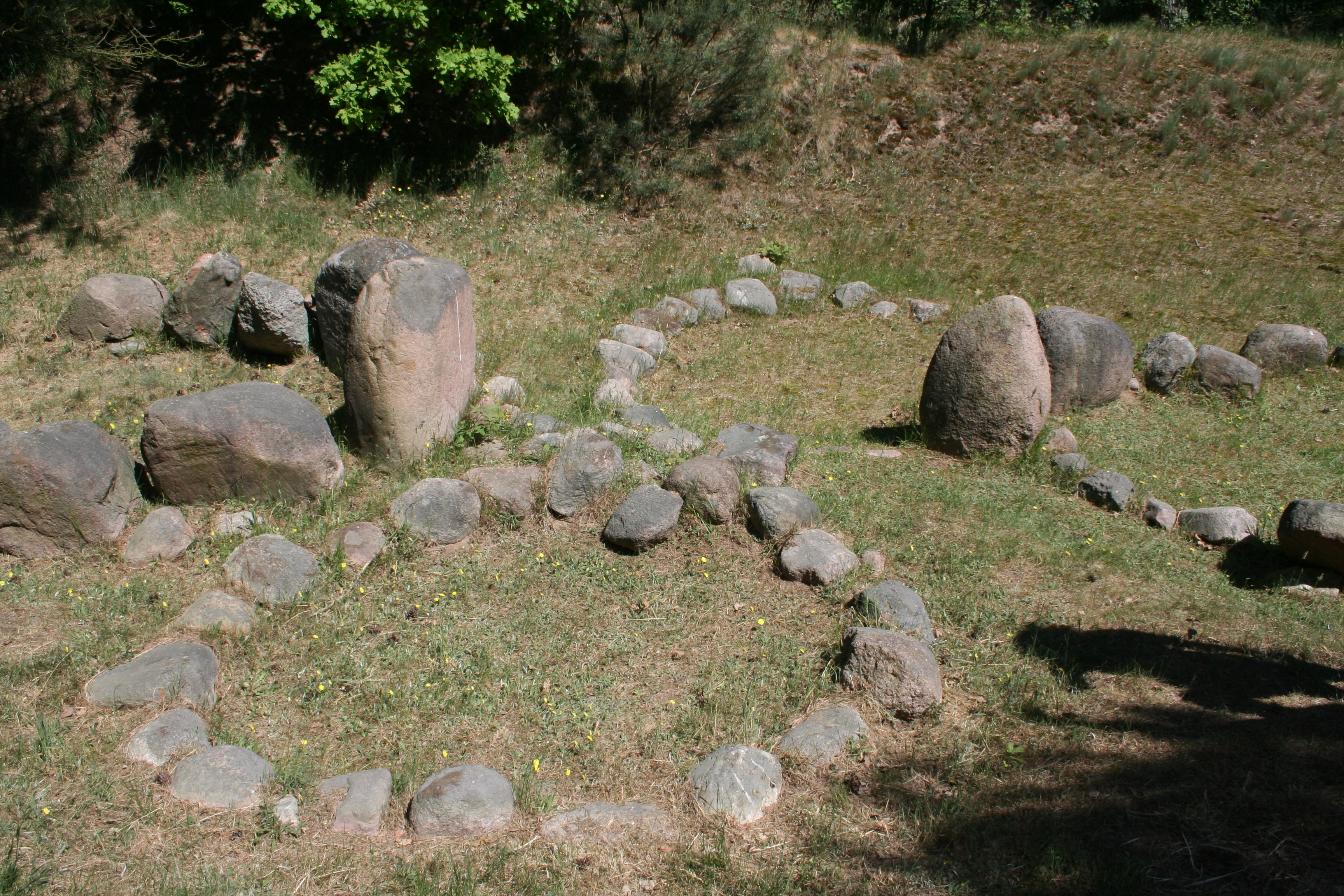
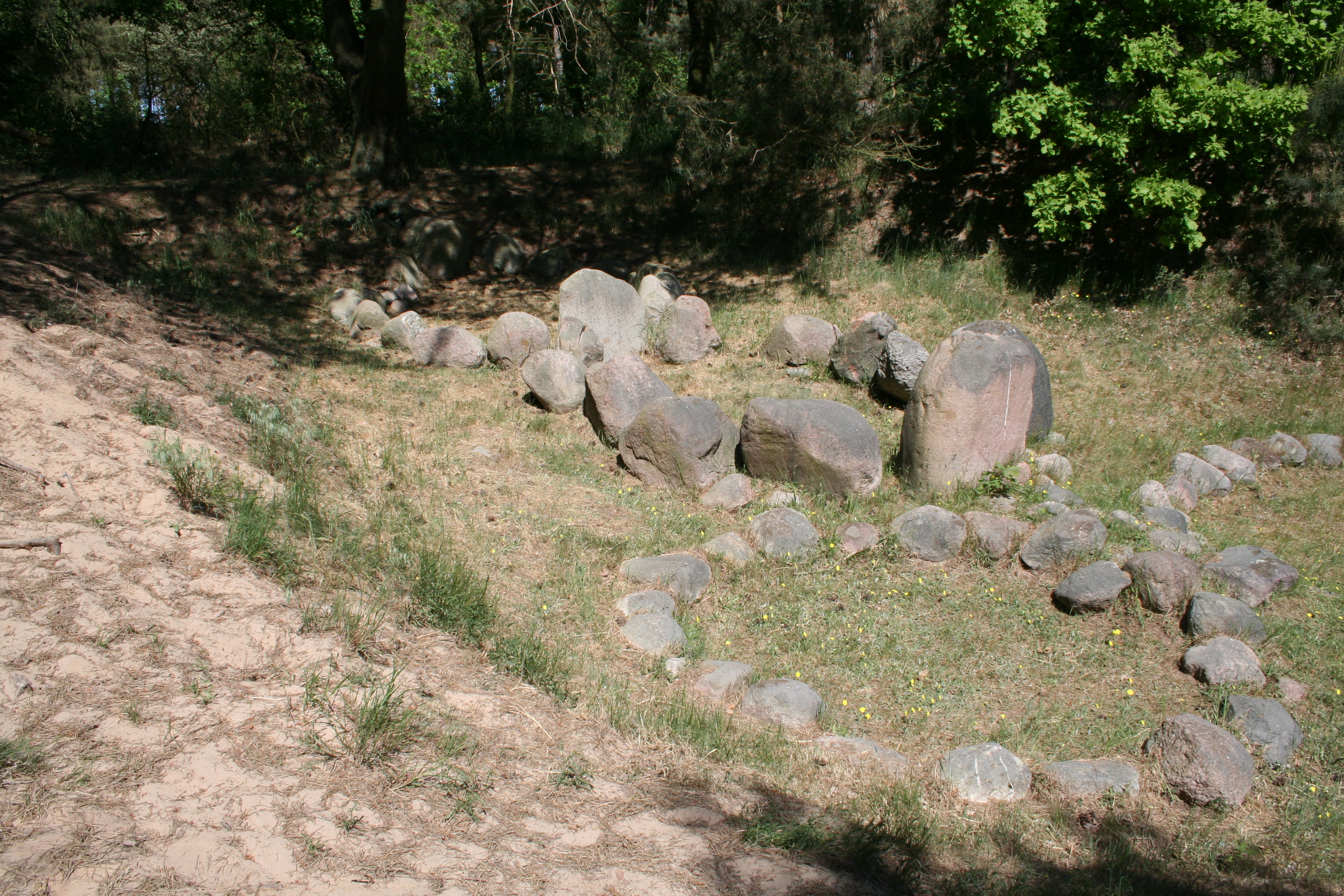
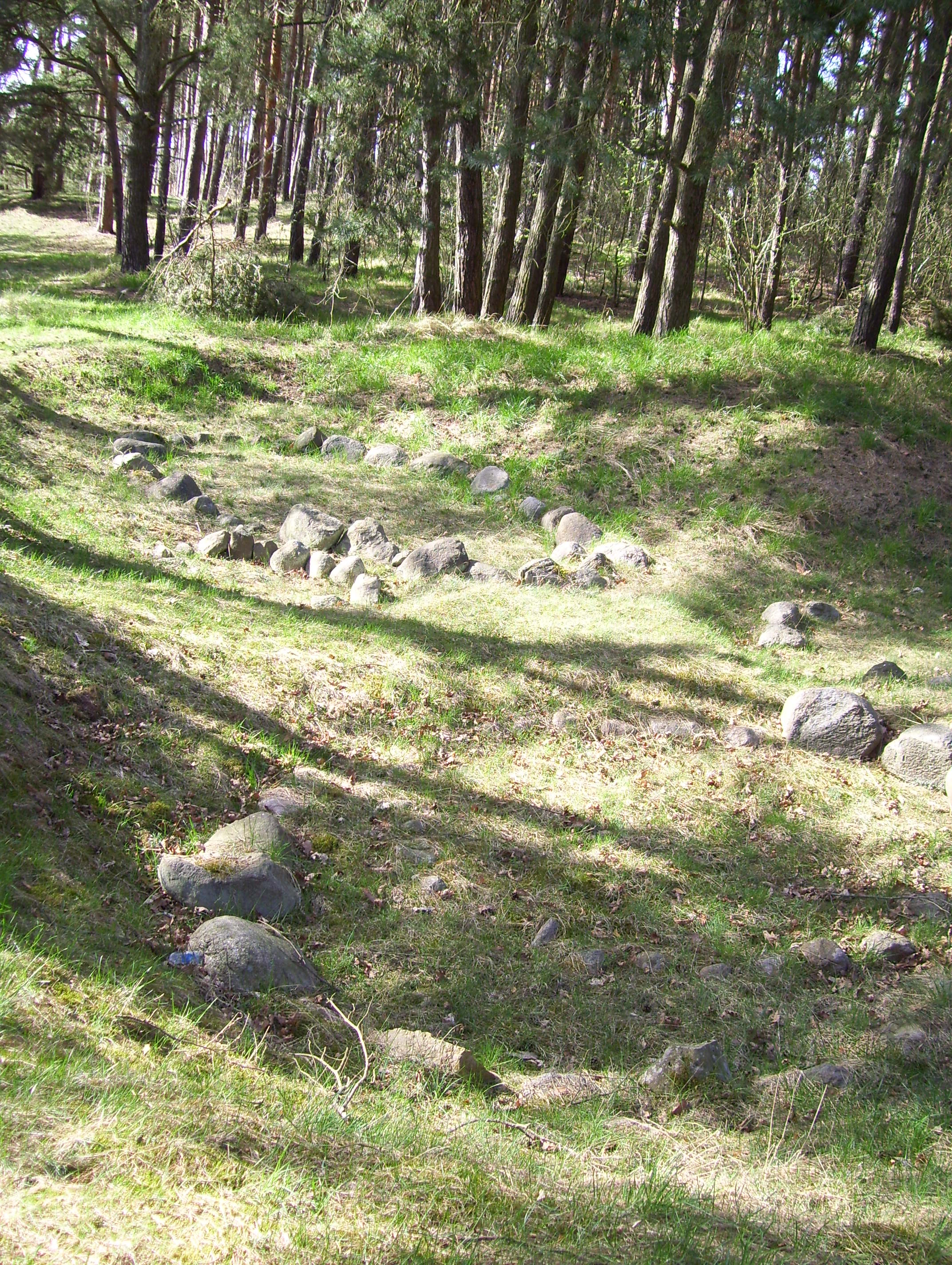
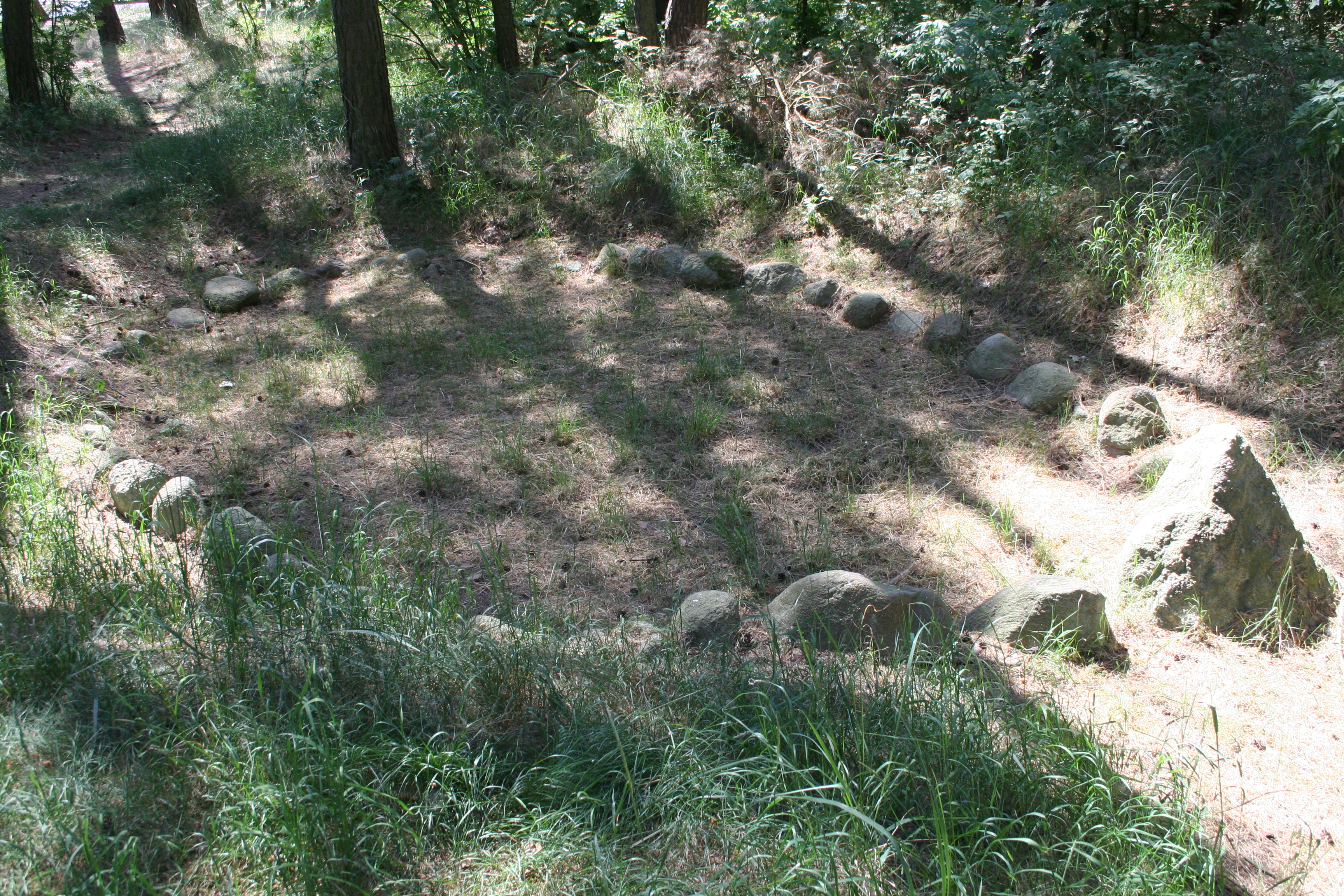
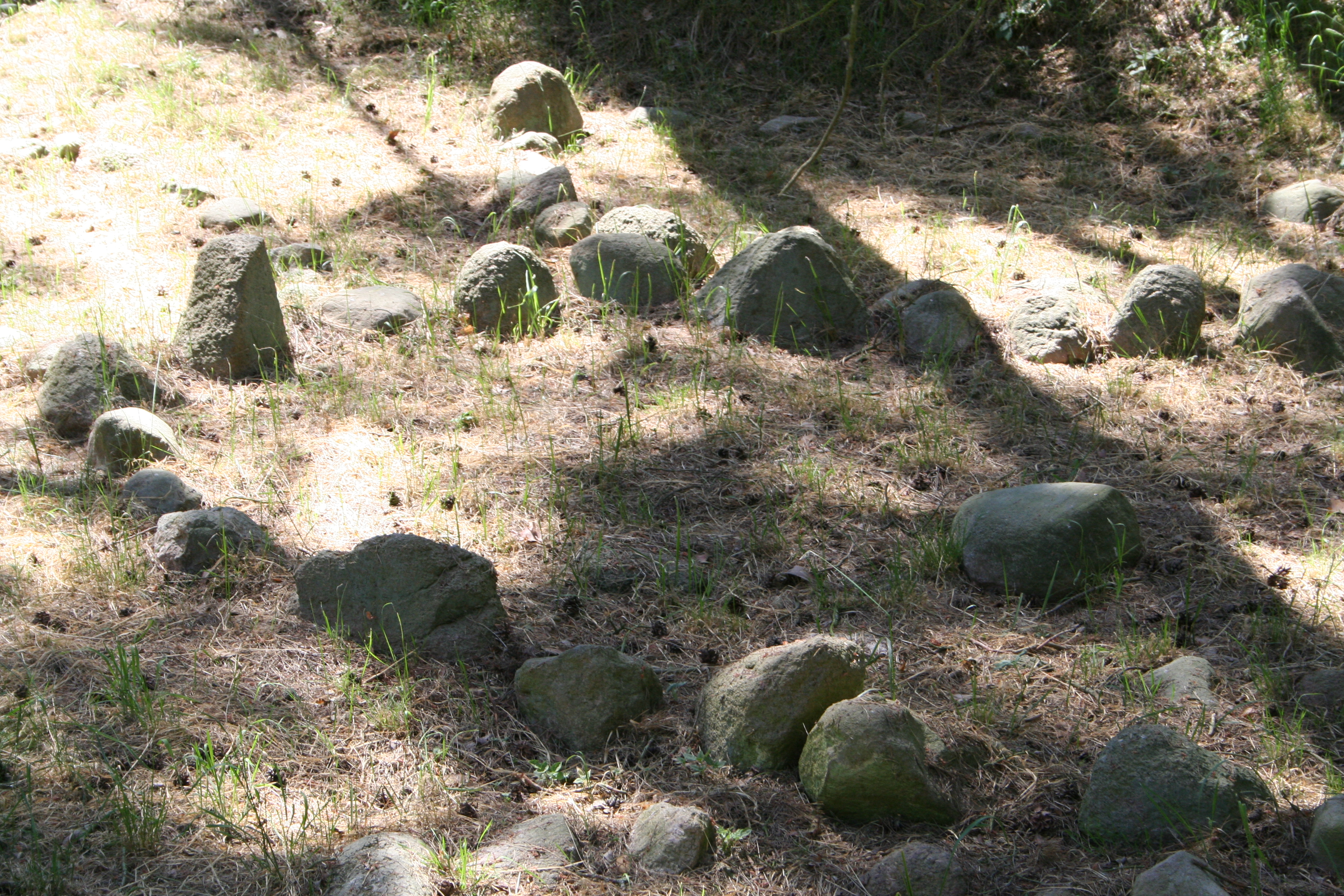